# موسالامس
موسالامس بالأمازيغية ⵉⵎⵓⵙⵓⵍⴰⵎⵉⵏ (بالفرنسية: Musulamii)
، كان اتحادًا كونفدراليًا للقبائل البربرية الذين سكنوا المناطق الصحراوية في شمال أفريقيا المعروفة اليوم بمناطق الشطوط بين تونس والجزائر، بالإضافة إلى مقاطعة موريطنية القيصرية الرومانية، التي تم ضمها إلى الإمبراطورية الرومانية في عام 44 م.

## تاريخ
كان على روما محاصرة والسيطرة على هذه القبيلة بسبب الاضطرابات المستمرة والشديدة التي أوجدتها لروما. لذا كان «موسالامس» محصورين في قطعة أرض محددة من قبل المستعمرات العسكرية التي تم إنشاؤها لجنود أمادار (Ammaedara) ومدينة مادور وتفيست (Theveste) حيث أجبروا على تعلم الزراعة حتى يستقروا في هذه الأراضي.

## التاريخ العسكري
كان أو المعارك لقبيلة «موسالامس» مع الرومان خلال حروب الجيتول. وتمردت قبيلة «موسالامس» بقيادة تاكفاريناس ضد الرومان. انضمت (Musulamii) في الصراع ضد الرومان من قبل (Gaetuli) وقبيلة (Garamantes) المجاورة. كانت هذه أكبر حرب في منطقة الجزائر شمال إفريقيا الرومانية في تاريخ الاحتلال الروماني. بعد هزيمتهم في 24، توقف «موسالامس» عن الظهور في السجل العسكري الروماني.

Roman Empire 125